# Emancipados
Emancipado era un terme usat per a un grup demogràfic i sociopolític africà dins de la població de la Guinea Espanyola (actual Guinea Equatorial) que existia a principis de mitjans de 1900. Aquest segment de la població nativa havia estat assimilada a l'antiga societat blanca de la Guinea Espanyola que va existir principalment al llarg de les comunitats costaneres de la part continental del país, així com a les illes de Bioko i Annobon.

## Població específica
Aquesta població incloïa:
- Africans de pura sang descendents de les tribus natives locals que havien estat assimilats als blancs després de rebre una educació cristiana espanyola.[1]
- Descendents d'esclaus lliberts cubans qui, tot i ser lliures per tornar a Cuba, es van quedar al país, es casaren i formaren la població local. Aquests antics esclaus van ser portats a Àfrica per la Reial Ordre de 13 setembre 1845 (per mitjà d'un acord voluntari), i el 20 de juny de 1861 deportats de Cuba a causa de la manca de voluntaris. Molts eren d'ascendència europea o ameríndia.
- Mulats nascuts de mares de Guinea Equatorial i pares espanyols blancs, alguns no reconeguts pels seus pares.[1] La descendència resultant d'unions de consentiment entre dones africanes i homes europeus s'havia convertit en una tendència social al voltant de mitjans 1900 a la Guinea Equatorial, com així com a d'altres parts d'Àfrica Occidental.

## Societat
Els emancipados eren socialment i culturalment barrejats. Molts eren part del paisatge tribal natiu, i la majoria dels altres van contribuir a la comunitat intel·lectual florent que va resultar de tenir accés a l'educació cristiana i europea. La seva educació va ajudar a impulsar la Guinea Espanyola a tenir la major taxa d'alfabetització de tots els països africans a mitjans de la dècada de 1900. La comunitat aleshores pròspera també va contribuir a la riquesa de la Guinea Espanyola, que aleshores va ser el tercer país més ric d'Àfrica abans de la seva independència d'Espanya.

## Èxode
A causa de la dissensió política que envolta el procés d'independència de Guinea Equatorial d'Espanya el 1968, molts emancipados es va traslladar a Europa després d'enfrontar-se amb els sentiments anti-europeus i contrarestar les pressions polítiques del règim entrant. Posteriorment, això va conduir a la massacre d'alguns membres d'aquesta població.
Molts emancipados es van instal·lar a Espanya (Illes Canàries), São Tomé i Príncipe, i Cap Verd. Alguns descendents d'emancipados retornaren a l'actual Guinea Equatorial.